# Myllysaari, Vetil
Myllysaari är en ö i Finland. Den ligger i Perho å och i kommunen Vetil i den ekonomiska regionen  Kaustby ekonomiska region  och landskapet Mellersta Österbotten, i den centrala delen av landet, 400 km norr om huvudstaden Helsingfors. Öns area är 0,2 hektar och dess största längd är 90 meter i öst-västlig riktning.